# Andrei Jdànov
Andrei Jdànov (rus: Андрей Жданов)  (Mariúpol, 14 de febrer de 1896 (Julià) - Dolguie Borodi i Moscou, 31 d'agost de 1948), nom complet amb patronímic Andrei Aleksàndrovitx Jdànov, rus: Андре́й Алекса́ндрович Жда́нов, fou un polític soviètic.

## Biografia
Nascut el 26 de febrer [calendari julià: 14 de febrer] de 1896 a Mariúpol, s'uní als bolxevics l'any 1915 i ascendí en la jerarquia del partit fins a esdevenir el líder del partit a Leningrad després de l'assassinat de Serguei Kírov l'any 1934. Fou un ferm seguidor del realisme socialista en l'art.
El juny de 1940, fou enviat a Estònia per a supervisar l'establiment de la República Socialista Soviètica d'Estònia i la seva annexió a la Unió Soviètica. Durant la Segona Guerra Mundial, estigué al càrrec de la defensa de Leningrad. Després de l'acord de pau entre Finlàndia i la Unió Soviètica, signat a Moscou el 4 de setembre de 1944, Jdànov dirigí la Comissió de Control Aliat a Finlàndia fins al Tractat de Pau de París de 1947.
L'any 1946, Stalin el designà al capdavant de la política cultural de la Unió Soviètica. La seva primera acció (el desembre de 1946) fou censurar escriptors russos independents com Anna Akhmàtova i Mikhaïl Zósxenko. L'any 1947, organitzà la Kominform, dissenyat per coordinar els partits comunistes d'Europa. El febrer de 1948, inicià purgues a l'àrea musical, àmpliament coneguda com a lluita contra el formalisme. Dmitri Xostakóvitx, Serguei Prokófiev, Aram Khatxaturian i molts altres compositors foren objecte d'aquestes purgues.
Morí el 31 d'agost de 1948 a Moscou d'insuficiència cardíaca; Nikita Khrusxov afirmà en la seva autobiografia que Jdànov no podia controlar el seu grau d'alcoholisme, fins al punt que en els seus darrers dies, fou advertit per Stalin perquè aturés la ingesta d'alcohol, insistint que només hauria de beure suc de fruita. Stalin havia parlat que Jdànov fos el seu successor però la poca salut de la que gaudia donava els seus rivals, Béria i Malenkov, un avantatge comparatiu.
El seu fill, Iuri (1919-2006), es casà amb la filla de Stalin, Svetlana Al·lilúieva, l'any 1949. El matrimoni fou breu i acabà en divorci l'any 1950. Tingueren una filla anomenada Iekaterina.

## Jdanovisme
Fins als últims anys 1950, el seu codi ideològic, conegut com a jdanovisme o jdànovxtxina, definí la producció cultural a la Unió Soviètica. Jdànov pretenia forjar una filosofia nova de fabricació d'art per al món sencer. El seu mètode reduïa el camp sencer de la cultura a un camp científic, on un símbol donat corresponia a un valor moral simple. Roland Barthes exemplifica la doctrina bàsica del djanovisme d'aquesta manera: "El vi és objectivament bo... (l'artista) tracta amb la bondat del vi, no amb el vi mateix." Jdànov i els seus socis més propers procuraren eliminar influències estrangeres a l'art soviètic, proclamant que l'"art incorrecte" era una desviació ideològica.